# Jorba Kajsvärri
Jorba Kajsvärri är en kulle i Finland.   Den ligger i den ekonomiska regionen Norra Lappland och landskapet Lappland, i den norra delen av landet, 1 000 km norr om huvudstaden Helsingfors. Toppen på Jorba Kajsvärri är 390 meter över havet.
Terrängen runt Jorba Kajsvärri är huvudsakligen platt, men den allra närmaste omgivningen är kuperad.  Trakten runt Jorba Kajsvärri är nära nog obefolkad, med mindre än två invånare per kvadratkilometer. Det finns inga samhällen i närheten. Omgivningarna runt Jorba Kajsvärri är i huvudsak ett öppet busklandskap.